# بورماسوو
بورماسوو (به لاتین: Burmasovo) یک منطقهٔ مسکونی در روسیه است که در استان آرخانگلسک واقع شده‌است.